# Curtmetratges de Tom i Jerry
 
Áquesta és la llista completa dels cent seixanta-sis curtmetratges de Tom i Jerry produïts i estrenats entre el 1940 i el 2021. D'aquests, 162 són curts cinematogràfics, un està fet per a la televisió, un és un sketch de dos minuts que es mostra com a part d'una teletó i dos són curts especials estrenats a HBO Max.

## 1940–58: curtmetratges de Hanna–Barbera/MGM
Els següents cent catorze curts van ser dirigits per William Hanna i Joseph Barbera a l'estudi de dibuixos animats de Metro-Goldwyn-Mayer a Hollywood, Califòrnia. Tots els curts van ser estrenats als cinemes per Metro-Goldwyn-Mayer. Rudolf Ising va ser el productor de Puss Gets the Boot; els dibuixos animats posteriors van ser produïts per Fred Quimby fins al 1955. Quimby es va retirar el 1955 i del 1955 al 1957, Hanna i Barbera van produir els curts fins que la MGM va tancar l'estudi de dibuixos animats el 1957, tot i que l'últim curtmetratge es va estrenar el 1958. La majoria d'aquests dibuixos es van produir amb el format acadèmic (1,37:1). Es van produir quatre curtmetratges animats per als formats Academy Ratio i CinemaScope (2,55:1, més tard 2,35:1). Finalment, es van produir 19 dibuixos animats només en format CinemaScope de pantalla panoràmica (tot i que les reedicions tenen la proporció estàndard de l'Acadèmia 1,37:1).
Com els altres estudis, MGM va reeditar i editar els seus curts quan es van tornar a estrenar als cinemes. Molts curts anteriors a 1952 es van reeditar amb Perspecta Sound, que es va introduir el 1954. MGM també va reeditar els seus curts abans de la introducció de Perspecta Sound. A causa de l'incendi del magatzem de MGM de 1965, es van perdre totes les pel·lícules originals de dibuixos animats de la MGM anteriors al setembre de 1951, deixant només les còpies de seguretat (normalment còpies de reedicions alterades), tot i que algunes produccions artístiques relacionades amb el material perdut han sobreviscut, com esbossos a llapis.

### 1940
| Núm. | Prod. Núm. | Títol              | Data                 | Resum | Notes |
| ---- | ---------- | ------------------ | -------------------- | --- | --- |
| 1    | 42         | Puss Gets the Boot | 10 de febrer de 1940 | El primer curtmetratge de Tom i Jerry. Tom (aquí anomenat Jasper) intenta evitar que el ratolí Jerry (aquí sense nom) trenqui plats i gots abans que la minyona pugui expulsar en Jasper. | Primeres aparicions de Tom (com a Jasper), Jerry (com a ratolí sense nom) i Mammy Two Shoes (com a criada). Primer dibuix animat de Tom i Jerry nominat a l'Oscar al millor curtmetratge d'animació. |

### 1941
| Núm. | Prod. Núm. | Títol                      | Data                  | Resum | Notes |
| ---- | ---------- | -------------------------- | --------------------- | --- | --- |
| 2    | 60         | The Midnight Snack         | 19 de juliol de 1941  | Jerry intenta ser més astut en Tom perquè pugui agafar un berenar de la nevera.                                                                                 | La primera vegada que es fa referència a Tom i Jerry amb aquests noms. Mammy Two Shoes també rep el seu nom. Reeditat en Perspecta Stereo el 1958. |
| 3    | 78         | The Night Before Christmas | 6 de desembre de 1941 | Tom coneix l'esperit de donar quan comença a sentir-se culpable després d'haver bloquejat la porta principal, atrapant a Jerry fora en el fred la nit de Nadal. | Nominada a l'Oscar als millors curtmetratge d'animació.                                                                                            |

### 1942
| Núm. | Prod. Núm. | Títol                 | Data                 | Resum                                                                     | Notes                                                                        |
| ---- | ---------- | --------------------- | -------------------- | ------------------------------------------------------------------------- | ---------------------------------------------------------------------------- |
| 4    | 69         | Fraidy Cat            | 17 de gener de 1942  | Jerry fa trucs per espantar a Tom.                                        | La televisió estatunidenca retalla Mammy Two Shoes a causa d'un tema racial. |
| 5    | 64         | Dog Trouble           | 18 d'abril de 1942   | Tom i Jerry s'uneixen per evitar que el Bulldog els maltracti a tots dos. | Primera aparició de Spike com a Bulldog sense nom.                           |
| 6    | 74         | Puss n'Toots          | 30 de maig de 1942   | Tom intenta cortejar una gata.                                            | Primera aparició de Toots. Reeditat en Perspecta Stereo el 1958.             |
| 7    | 79         | The Bowling Alley-Cat | 18 de juliol de 1942 | Tom i Jerry es persegueixen per una pista de bitlles.                     | Primer curt amb un esport com a tema.                                        |
| 8    | 81         | Fine Feathered Friend | 10 d'octubre de 1942 | Jerry fuig de Tom amagant-se amb una família de gallines.                 |                                                                              |

### 1943
| Núm. | Prod. Núm. | Títol                   | Data                   | Resum | Notes                                                                          |
| ---- | ---------- | ----------------------- | ---------------------- | --- | ------------------------------------------------------------------------------ |
| 9    | 85         | Sufferin' Cats!         | 16 de gener de 1943    | Tom competeix amb un gat de carrer (Meathead) per veure qui pot atrapar primer en Jerry. | Primera aparició de Meathead.                                                  |
| 10   | 89         | The Lonesome Mouse      | 22 de maig de 1943     | Quan Mammy Two Shoes expulsa en Tom de la casa després que en Jerry l'incrimini, el ratolí gaudeix de la seva llibertat sense Tom fins que es queda sol. Treballen junts per demostrar la vàlua de Tom com a atrapador de ratolins davant la Mammy. | Un curt inusual on Tom i Jerry parlen.                                         |
| 11   | 91         | The Yankee Doodle Mouse | 26 de juny de 1943     | Jerry fa la guerra amb Tom des del seu "refugi de gats" al soterrani. | Primer curt de la sèrie en guanyar un Oscar al millor curtmetratge d'animació. |
| 12   | 99         | Baby Puss               | 25 de desembre de 1943 | La Nancy vesteix a Tom com un nadó, fet que fa que Jerry i els amics felins de Tom es burlin d'ell. | Primera aparició de Butch i Topsy.                                             |

### 1944
| Núm. | Prod. Núm. | Títol                  | Data                   | Resum | Notes |
| ---- | ---------- | ---------------------- | ---------------------- | --- | --- |
| 13   | 104        | The Zoot Cat           | 26 de febrer de 1944   | Tom i Jerry intenten impressionar en Toots amb un zoot suit.                                                                        | Inusualment per a una curtmetratge de Tom i Jerry, els personatges parlen diàlegs llargs. |
| 14   | 109        | The Million Dollar Cat | 6 de maig de 1944      | Tom hereta un milió de dòlars amb una condició: ha d'evitar fer mal a qualsevol animal, el que Jerry utilitza per al seu avantatge. | Scott Bradley va rebre l'únic crèdit musical d'aquest curt, però l'examen de la partitura orquestral arxivada porta la inscripció, "Adaptat per Ted Duncan". Tal com ha remarcat Barrier a Hollywood Cartoons, aquesta partitura és molt diferent a l'altra obra de Bradley de l'època, ja que "sona com una música de banda de ball normal, relacionada només de manera tènue amb l'acció de dibuixos animats". Sembla plausible que Duncan adaptés la partitura de cançons preexistents perquè Bradley no estava disponible, i aquest últim rebés el crèdit per motius contractuals. |
| 15   | 114        | The Bodyguard          | 22 de juliol de 1944   | Jerry allibera el buldog Spike del camió de la gossera. Spike promet protegir en Jerry de Tom responent al so d'un xiulet.          | Primera aparició regular de Spike |
| 16   | 117        | Putting On the Dog     | 28 d'octubre de 1944   | Quan en Jerry s'amaga a la llar de gossos, en Tom es disfressa de gos.                                                              | |
| 17   | 118        | Mouse Trouble          | 23 de novembre de 1944 | Tom llegeix un llibre que consta de consells per atrapar ratolins.                                                                  | Va guanyar un Oscar al millor curtmetratge d'animació. |

### 1945
| Núm. | Prod. Núm. | Títol                     | Data                   | Resum | Notes                                                                               |
| ---- | ---------- | ------------------------- | ---------------------- | --- | ----------------------------------------------------------------------------------- |
| 18   | 123        | The Mouse Comes to Dinner | 5 de maig de 1945      | Tom convida en Toots a un sopar.                                                                                       | La televisió nord-americana retalla Mammy Two-Shoes a causa d'estereotips racistes. |
| 19   | 132        | Mouse in Manhattan        | 7 de juliol de 1945    | Jerry fa un viatge a Manhattan.                                                                                        | Tom té un paper cameo en aquest dibuix animat.                                      |
| 20   | 126        | Tee for Two               | 21 de juliol de 1945   | Tom intenta jugar al golf, però Jerry arruïna la seva diversió.                                                        |                                                                                     |
| 21   | 129        | Flirty Birdy              | 22 de setembre de 1945 | Tom es disfressa d'ocell femella per enganyar una àguila que també vol menjar-se en Jerry, cosa que funciona massa bé. |                                                                                     |
| 22   | 131        | Quiet Please!             | 22 de desembre de 1945 | Spike amenaça en Tom que estigui en silenci mentre fa la migdiada, però en Jerry està constantment fent soroll.        | Va guanyar un Oscar al millor curtmetratge d'animació.                              |

### 1946
| Núm. | Prod. Núm. | Títol                 | Data               | Resum                                                                                                   | Notes                               |
| ---- | ---------- | --------------------- | ------------------ | --- | ----------------------------------- |
| 23   | 137        | Springtime for Thomas | 30 de març de 1946 | Tom s'enamora d'una nova gata, Toodles. Jerry intenta separar-los enviant l'amic/enemic Butch d'en Tom. | Primera aparició de Toodles Galore. |
| 24   | 142        | The Milky Waif        | 18 de maig de 1946 | Nibbles visita una nit i vol una mica de llet, així que en Jerry intenta robar-ne una a Tom.            | Primera aparició de Nibbles.        |
| 25   | 145        | Trap Happy            | 29 de juny de 1946 | Tom truca a un exterminador de ratolins (Butch) per desfer-se d'en Jerry.                               |                                     |
| 26   | 149        | Solid Serenade        | 31 d'agost de 1946 | Tom s'acosta a casa d'en Toodles per cantar-li cançons d'amor a la nit.                                 |                                     |

### 1947
| Núm. | Prod. Núm. | Títol                    | Data                   | Resum | Notes |
| ---- | ---------- | ------------------------ | ---------------------- | --- | --- |
| 27   | 155        | Cat Fishin'              | 22 de febrer de 1947   | Tom va a pescar utilitzant en Jerry com a esquer i tracta amb el gos guardià Spike.                                                                                | |
| 28   | 153        | Part Time Pal            | 15 de març de 1947     | Mammy adverteix a Tom que mantingui en Jerry fora de la nevera o ella el farà fora, però Tom accidentalment s'emborratxa repetidament i es fa amic de Jerry.       | |
| 29   | 165        | The Cat Concerto         | 26 d'abril de 1947     | El pianista Tom interpreta la Rapsodia Hongaresa núm. 2 de Franz Liszt fins que Jerry interromp el seu acte.                                                       | Va guanyar un Oscar al millor curtmetratge d'animació. El 1994, va ser votat com el número 42 dels 50 dibuixos animats més grans de tots els temps pels membres del camp de l'animació, l'únic dibuix animat de Tom i Jerry a formar part de la llista. |
| 30   | 157        | Dr. Jekyll and Mr. Mouse | 14 de juny de 1947     | Tom intenta evitar que Jerry begui la seva llet enverinant-la, però el seu pla resulta completament contraproduent quan el verí transforma en Jerry en un monstre. | Nominada a l'Oscar al millor curtmetratge d'animació. Els títols originals rarament es troben en una impressió Afga-Gevaert de 16 mm amb només un petit empalmament a la targeta de Tom i Jerry.                                                        |
| 31   | 158        | Salt Water Tabby         | 12 de juliol de 1947   | Tom corteja Toodles a la platja. | |
| 32   | 162        | A Mouse in the House     | 30 d'agost de 1947     | Tom i Butch competeixen entre ells per atrapar en Jerry per ordres de Mammy Two Shoes, però ella acaba expulsant els tres animals.                                 | Poques vegades es veu a Cartoon Network i Boomerang a causa d'un abús racial percebut al final. |
| 33   | 163        | The Invisible Mouse      | 27 de setembre de 1947 | Jerry utilitza "tinta invisible" per convertir-se en invisible i superar a Tom en astúcia.                                                                         | |

### 1948
| Núm. | Prod. Núm. | Títol                 | Data                   | Resum | Notes                                                                                     |
| ---- | ---------- | --------------------- | ---------------------- | --- | ----------------------------------------------------------------------------------------- |
| 34   | 167        | Kitty Foiled          | 1 de juny de 1948      | Cuckoo salva en Jerry de Tom. | Primera aparició de Cuckoo.                                                               |
| 35   | 173        | The Truce Hurts       | 17 de juliol de 1948   | Tom, Jerry i Spike (aquí anomenat Butch) estan farts de lluitar entre ells i fan una treva, però la pau s'esfondra quan es barallen per un bistec.                      |                                                                                           |
| 36   | 172        | Old Rockin' Chair Tom | 18 de setembre de 1948 | Tom és substituït breument per un altre gat, Lightning. | Primera aparició de Lightning.                                                            |
| 37   | 179        | Professor Tom         | 30 d'octubre de 1948   | Tom intenta ensenyar al seu estudiant gatet (Topsy) com atrapar ratolins.                                                                                               |                                                                                           |
| 38   | 182        | Mouse Cleaning        | 11 de desembre de 1948 | Després que un Tom enfangat persegueixi en Jerry per la casa, Mammy Two Shoes obliga el gat a netejar la casa. Mentre ella se'n va, Jerry saboteja els esforços de Tom. | Gag de Blackface eliminat a la televisió i omès del DVD a causa dels estereotips racials. |

### 1949
| Núm. | Prod. Núm. | Títol                    | Data                   | Resum | Notes |
| ---- | ---------- | ------------------------ | ---------------------- | --- | --- |
| 39   | 184        | Polka-Dot Puss           | 26 de febrer de 1949   | Tom convenç a Mammy Two Shoes que està massa malalt per sortir al carrer. Es queda a la casa fins que en Jerry pinta punts vermells a la cara de Tom per enganyar-lo perquè cregui que ha agafat el xarampió.                                                         | |
| 40   | 191        | The Little Orphan        | 30 d'abril de 1949     | En aquest curt del Dia d'acció de gràcies, Jerry i Nibbles sopen amb llaminadures típiques fins que en Tom intenta aturar-los. | Va guanyar un Oscar al millor curtmetratge d'animació. |
| 41   | 186        | Hatch Up Your Troubles   | 14 de maig de 1949     | Jerry protegeix un bebè picot de Tom fins que troba la seva mare. | Primera aparició del Picot Bebè. Nominada a l'Oscar al millor curtmetratge d'animació.                                                                       |
| 42   | 189        | Heavenly Puss            | 9 de juliol de 1949    | Després que un piano aplani en Tom mentre intentava atrapar en Jerry, a Tom se li denega l'entrada al cel dels gats a causa del seu registre d'intentar fer mal a Jerry. Per salvar-se de l'Infern, Tom ha de fer signar en Jerry un certificat de perdó en una hora. | Rarament s'emet al Brasil i a l'Orient Mitjà a causa de les trames secundàries que impliquen la condemnació a l'infern. Reeditat a Perspecta Stereo el 1956. |
| 43   | 194        | The Cat and the Mermouse | 3 de setembre de 1949  | Tom persegueix un ratolí sirena que s'assembla a Jerry. | Reeditat a Perspecta Stereo el 1957. |
| 44   | 197        | Love That Pup            | 1 d'octubre de 1949    | Jerry s'amaga amb Spike i Tyke, de manera que en Tom es ficarà en problemes si intenta atrapar-lo. | Primera aparició deTyke i la primera vegada que Daws Butler dona veu a Spike a l'original.                                                                   |
| 45   | 198        | Jerry's Diary            | 22 d'octubre de 1949   | Tom llegeix el diari de Jerry. | Recopilació curta; conté imatges de Tee for Two, Mouse Trouble, Solid Serenade i The Yankee Doodle Mouse.                                                    |
| 46   | 200        | Tennis Chumps            | 10 de desembre de 1949 | Tom i Butch competeixen entre ells en un partit de tennis. | Reeditat a Perspecta Stereo el 1957. |

### 1950
| Núm. | Prod. Núm. | Títol                               | Data                   | Resum | Notes |
| ---- | ---------- | ----------------------------------- | ---------------------- | --- | --- |
| 47   | 209        | Little Quacker                      | 7 de gener de 1950     | Jerry protegeix un petit aneguet anomenat Quacker de Tom. | Primera aparició de Quacker, Henry i Mama Duck. Reeditat a Perspecta Stereo el 1957. |
| 48   | 206        | Saturday Evening Puss               | 14 de gener de 1950    | Després que la Mammy Two Shoes surti amb les seves amigues, en Tom convida a tres dels seus amics felins: Butch, Lightning i Topsy a una festa amb música forta, cosa que molesta en Jerry, que intenta dormir. | Única vegada (encara que breu) que es mostra la cara de Mammy Two Shoes. Reeditat a Perspecta Stereo el 1957. Reestrenat a la televisió a mitjans dels anys 60 amb Mammy Two Shoes substituïda per una adolescent blanca. |
| 49   | 210        | Texas Tom                           | 11 de març de 1950     | Tom intenta cortejar una gata vaquera. | Reeditat a Perspecta Stereo el 1957. |
| 50   | 201        | Jerry and the Lion                  | 8 d'abril de 1950      | Jerry promet tornar un lleó de circ escapat a la selva africana. | Reeditat a Perspecta Stereo el 1957. |
| 51   | 212        | Safety Second                       | 1 de juliol de 1950    | Jerry i Nibbles celebren el Dia de la Independència. Nibbles vol encendre petards, però en Jerry preferiria jugar més segur.                                                                                    | Reeditat a Perspecta Stereo el 1957. |
| 52   | 224        | Tom and Jerry in the Hollywood Bowl | 16 de setembre de 1950 | Tom dirigeix l'obertura de Die Fledermaus de Johann Strauss II al Hollywood Bowl, però Jerry també vol dirigir.                                                                                                 | Reeditat a Perspecta Stereo el 1957. |
| 53   | 214        | The Framed Cat                      | 21 d'octubre de 1950   | Quan en Tom roba una baqueta de pollastre i incrimina en Jerry, en Jerry s'hi torna robant l'os d'en Spike i incriminant en Tom.                                                                                | Reeditat a Perspecta Stereo el 1956. |
| 54   | 215        | Cue Ball Cat                        | 25 de novembre de 1950 | Tom i Jerry s'enfronten en una sala de billar. | Reeditat a Perspecta Stereo el 1956. |

### 1951
| Núm. | Prod. Núm. | Títol                  | Data                  | Resum | Notes |
| ---- | ---------- | ---------------------- | --------------------- | --- | --- |
| 55   | 216        | Casanova Cat           | 6 de gener de 1951    | Tom ofereix Jerry com a regal a una gata rica i atractiva (Toodles). Jerry crida l'atenció d'un altre gat (Butch) que també s'interessa per ella, donant lloc a una baralla entre Tom i l'altre gat pel seu afecte. | Blackface gag eliminat de la televisió i omès del DVD a causa dels estereotips racials. Reeditat a Perspecta Stereo el 1958.         |
| 56   | 219        | Jerry and the Goldfish | 3 de març de 1951     | Jerry ha de salvar un peix daurat de Tom. | Reeditat a Perspecta Stereo el 1958.                                                                                                 |
| 57   | 220        | Jerry's Cousin         | 7 d'abril de 1951     | Jerry demana l'ajuda del seu dur cosí Muscles per fer front a Tom. | Nominada a l'Oscar al millor curtmetratge d'animació. Primera aparició de Muscles Mouse. Reeditat a Perspecta Stereo el 1958.        |
| 58   | 223        | Sleepy-Time Tom        | 26 de maig de 1951    | Després de quedar-se tota la nit amb els seus amics gats de carreró, en Tom intenta atrapar en Jerry per ordres de la Mammy Two Shoes, però en el procés s'adorm.                                                   | Reeditat a Perspecta Stereo el 1958.                                                                                                 |
| 59   | 227        | His Mouse Friday       | 7 de juliol de 1951   | Tom es converteix en un nàufrag en una illa i persegueix en Jerry fins a un poble nadiu, però Jerry enganya el gat disfressant-se d'un nadiu de cara negra.                                                         | Reeditat a Perspecta Stereo el 1958. Aquest curt es va editar de dues maneres a Tom i Jerry a Parade VHS i Spotlight Collection DVD. |
| 60   | 232        | Slicked-up Pup         | 8 de setembre de 1951 | Spike amenaça en Tom de mantenir net en Tyke mentre no estigui. Jerry embruta Tyke per posar en Tom en problemes.                                                                                                   | |
| 61   | 231        | Nit-Witty Kitty        | 6 d'octubre de 1951   | Mammy Two Shoes accidentalment noqueja en Tom amb un cop al cap que li fa oblidar qui és i pensar que és un ratolí, i en Jerry troba en Tom més desagradable com a rosegador.                                       | |
| 62   | 229        | Cat Napping            | 8 de desembre de 1951 | Tom i Jerry es barallen per qui dormirà a l'hamaca. | |

### 1952
| Núm. | Prod. Núm. | Títol                | Data                   | Resum | Notes |
| ---- | ---------- | -------------------- | ---------------------- | --- | --- |
| 63   | 233        | The Flyng Cat        | 12 de gener de 1952    | Tom persegueix Jerry i Cuckoo dissenyant un pla d'atac aeri. | |
| 64   | 235        | The Duck Doctor      | 16 de febrer de 1952   | Tom dispara a un aneguet salvatge mentre caça. Jerry l'ajuda a tornar a volar.                                                                                                 | |
| 65   | 247        | The Two Mouseketeers | 15 de març de 1952     | Jerry i Nibbles són ratolins mosqueters famolencs, i Tom és un guàrdia encarregat de protegir el banquet del rei.                                                              | Poques vegades s'emet al Brasil a causa del final en què Tom és executat. Va guanyar un Oscar al millor curtmetratge de dibuixos animats. |
| 66   | 240        | Smitten Kitten       | 12 d'abril de 1952     | Quan Tom s'enamora, el diable de Jerry recorda els temps en què Tom es va enamorar i li va causar problemes.                                                                   | Recopilació curta; conté imatges de Salt Water Tabby, The Mouse Comes to Dinner, Texas Tom i Solid Serenade.                              |
| 67   | 238        | Triplet Trouble      | 19 d'abril de 1952     | Mammy Two Shoes adopta tres gatets que turmenten Tom i Jerry, de manera que els dos s'uneixen per venjar-se.                                                                   | Primera aparició (oficial) dels gatets Fluff, Muff i Puff.                                                                                |
| 68   | 242        | Little Runaway       | 14 de juny de 1952     | Tom té la intenció de tornar al circ un cadell de foca escapat, però en Jerry vol ajudar-lo a escapar.                                                                         | |
| 69   | 243        | Fit to Be Tied       | 26 de juliol de 1952   | Després de l'aprovació d'una nova llei de corretja, en Tom turmenta en Spike i aprofita l'oportunitat per perseguir en Jerry, però en Jerry fa que Spike el protegeixi de Tom. | Similar en història i esperit a The Bodyguard.                                                                                            |
| 70   | 244        | Push-Button Kitty    | 6 de setembre de 1952  | Farta de la mandra d'en Tom, Mammy compra un nou gat robot que atrapa el ratolí.                                                                                               | Última aparició de Mammy Two Shoes, que es va retirar dels dibuixos animats.                                                              |
| 71   | 252        | Cruise Cat           | 18 d'octubre de 1952   | Tom és contractat com a mariner encarregat de mantenir a Jerry fora d'un creuer.                                                                                               | Conté imatges de Texas Tom. Reeditat a Perspecta Stereo el 1958.                                                                          |
| 72   | 250        | The Dog House        | 29 de novembre de 1952 | Spike decideix construir la casa dels seus somnis per a gossos, però les lluires de Tom i Jerry la destrueixen constantment.                                                   | |

### 1953
| Núm. | Prod. Núm. | Títol              | Data                   | Resum | Notes |
| ---- | ---------- | ------------------ | ---------------------- | --- | --- |
| 73   | 254        | The Missing Mouse  | 10 de gener de 1953    | Després que en Jerry es cobreixi de betum blanc, espanta a Tom fent-li creure que és un ratolí blanc explosiu que va escapar d'un laboratori.                                                        | Els dibuixos animats de Tom i Jerry només van tenir música d'Edward Plumb perquè Scott Bradley estava de vacances. |
| 74   | 256        | Jerry and Jumbo    | 21 de febrer de 1953   | Jerry es fa amic d'un petit elefant anomenat Jumbo i el disfressa d'un gran ratolí per ficar-se amb Tom.                                                                                             | Primera aparició de Jumbo i la seva mare.                                                                          |
| 75   | 266        | Johann Mouse       | 21 de març de 1953     | Com a mascota propietat de Johann Strauss a Viena, Tom es converteix ell mateix en un pianista consumat després que el seu mestre se'n vagi per tal d'atraure a Jerry que balla amb música de piano. | Últim dibuix animat de la sèrie que va guanyar un Oscar al millor curtmetratge d'animació.                         |
| 76   | 260        | That's My Pup!     | 25 d'abril de 1953     | Spike arriba a un acord amb Tom perquè el felí actuï espantat cada vegada que Tyke li borda. | |
| 77   | 258        | Just Ducky         | 5 de setembre de 1953  | Després de l'eclosió de Quacker, Jerry es fa amic d'ell i li ensenya a nedar perquè pugui trobar la seva família, però Jerry també l'ha de protegir de Tom.                                          | |
| 78   | 262        | Two Little Indians | 17 d'octubre de 1953   | Jerry és un escolta que porta dos ratolins joves (tots dos semblants a Nibbles) d'excursió. | |
| 79   | 264        | Life with Tom      | 21 de novembre de 1953 | Jerry escriu una autobiografia titulada Life with Tom, que Tom ha llegeix amb emocions barrejades.                                                                                                   | Recopilació curta; conté imatges de Cat Fishin', The Little Orphan i Kitty Foiled.                                 |

### 1954
| Núm. | Prod. Núm. | Títol                | Data                   | Resum | Notes |
| ---- | ---------- | -------------------- | ---------------------- | --- | --- |
| 80   | 275        | Puppy Tale           | 23 de gener de 1954    | Una camada de cadells es llença a un riu, però en Jerry els salva i ha de fer front a un que no el deixarà sols a ell i en Tom. | |
| 81   | 268        | Posse Cat            | 30 de gener de 1954    | Tom és un gat propietat d'un ramader de l'oest que viu a prop de les muntanyes de La Sal, que ordena que, d'ara endavant, el sopar de Tom dependrà que ell mantingui en Jerry fora de la barraca per evitar que els robi el menjar. Tom i Jerry finalment arriben a una treva que permet a Tom guanyar-se el menjar. | Similar en història i esperit a Texas Tom. |
| 82   | 270        | Hic-cup Pup          | 17 d'abril de 1954     | Les habituals persecucions de Tom a en Jerry desperten a Tyke i el gosset té singlot. Això molesta a en Spike, que amenaça en Tom perquè estigui en silenci, mentre que en Jerry intenta incriminar-lo. | |
| 83   | 273        | Little School Mouse  | 29 de maig de 1954     | Jerry és un professor amb un títol certificat en burlar gats i intenta ensenyar a Nibbles com fer-ho, amb molt poc èxit. | Similar en història i esperit a professor Tom. |
| 84   | 277        | Baby Butch           | 14 d'agost de 1954     | Butch es disfressa de nadó per robar menjar de la casa de Tom i Jerry. | |
| 85   | 279        | Mice Follies         | 4 de setembre de 1954  | Jerry i Nibbles inunden la cuina i la congelen, convertint-la en una pista de patinatge, fent que Tom utilitzi tàctiques inusuals per atrapar-los. | |
| 86   | 281        | Neapolitan Mouse     | 2 d'octubre de 1954    | Tom i Jerry passen les vacances a Nàpols i es troben amb un ratolí local anomenat Topo (ratolí en italià). | |
| 87   | 283        | Downhearted Duckling | 13 de novembre de 1954 | Després de llegir la història de "The Ugly Duckling", Quacker és persistent amb la idea que és lleig, i fins i tot recorre a ser menjat per Tom en lloc de viure amb la seva "lletgessa". | |
| 88   | 296        | Pet Peeve            | 20 de novembre de 1954 | Després que el cost del menjar per a gossos i gats augmenti, en George i en Joan (els propietaris de Tom i Spike) decideixen que han de desfer-se d'un d'ells. Tom i Spike han de competir per atrapar en Jerry perquè es puguin quedar, però al final tots dos són expulsats i Jerry es queda.                      | Produït simultàniament tant en el format estàndard Academy com en CinemaScope de pantalla panoràmica. Primeres aparicions de George i Joan, encara que aquí no es veuen les seves cares. |
| 89   | 294        | Touché, Pussy Cat!   | 18 de desembre de 1954 | El capità Jerry intenta ensenyar a l'ansiós Nibbles com convertir-se en un "Mouseketeer" (joc de paraules entre ratolí en anglès i mosqueter). | Produït simultàniament tant en el format estàndard Academy com en CinemaScope de pantalla panoràmica. Últim dibuix animat nominat a l'Oscar als millors curtmetratege d'animació.        |

### 1955
| Núm. | Prod. Núm. | Títol               | Data                   | Resum | Notes |
| ---- | ---------- | ------------------- | ---------------------- | --- | --- |
| 90   | 298        | Southbound Duckling | 12 de març de 1955     | Quacker està decidit a volar cap al sud durant l'hivern, cosa a la que en Jerry s'oposa, ja que els ànecs de granja no volen cap al sud, mentre en Tom intenta atrapar l'ànec.                                         | Produït simultàniament tant en el format estàndard Academy com en CinemaScope. |
| 91   | 285        | Pup on a Picnic     | 30 d'abril de 1955     | Spike i Tyke estan fent un pícnic, però hi ha diversos inconvenients. | Produït simultàniament tant en el format estàndard Academy com en CinemaScope. |
| 92   | 287        | Mouse for Sale      | 21 de maig de 1955     | Tom ven en Jerry disfressant-lo de ratolí blanc després de veure un anunci al diari. Però el seu pla per fer-se ric resulta contraproduent quan el propietari de la casa troba els diners i torna a comprar en Jerry.  | |
| 93   | 292        | Designs on Jerry    | 2 de setembre de 1955  | Les versions de figures de pal de Tom i Jerry cobren vida quan Tom crea un plànol molt detallat d'una trampa per a ratolins.                                                                                           | |
| 94   | 299        | Tom and Chérie      | 9 de setembre de 1955  | El "Mouseketeer" Nibbles es frustra quan el capità Mouseketeer Jerry li demana repetidament que lliuri les seves cartes d'amor malgrat que el Mouseketeer Nibbles troba problemes contínuament amb Tom pel camí.       | Produït a CinemaScope. Aquest és l'únic episodi de Tom i Jerry durant l'era Hanna-Barbera on Tom i Jerry mai entren en contacte. |
| 95   | 297        | Smarty Cat          | 14 d'octubre de 1955   | Tom i els seus amics veuen imatges antigues de la misèria d'en Spike mentre els propietaris no són a casa. | Recopilació curta; conté imatges de Solid Serenade, Cat Fishin' i Fit to Be Tied . |
| 96   | 289        | Pecos Pest          | 11 de novembre de 1955 | L'oncle de Jerry, Pecos, arriba a la ciutat amb la seva guitarra per al seu debut com a cantant televisiu. En Tom li té por en Pecos perquè segueix utilitzant els bigotis de Tom com a cordes de guitarra de recanvi. | Única aparició de l'oncle Pecos. L'últim dibuix animat de Tom i Jerry publicat en el format estàndard de l'Acadèmia. Tots els dibuixos animats posteriors de Hanna-Barbera es van estrenar a CinemaScope. L'últim dibuix animat de Tom i Jerry llançat amb Fred Quimby com a productor. |
| 97   | 300        | That's My Mommy     | 19 de novembre de 1955 | Quacker eclosiona a prop de Tom i s'imprimeix en ell, pensant que Tom és la seva mare, malgrat les múltiples peticions d'en Jerry per mostrar-li el contrari.                                                          | Produït a CinemaScope. Primer dibuix animat de Tom i Jerry amb William Hanna i Joseph Barbera com a productors i directors. |

### 1956
| Núm. | Prod.Num. | Títol                | Data             | Resum | Notes |
| ---- | --------- | -------------------- | ---------------- | --- | --- |
| 98   | 301       | The Flying Sorceress | 27 gener 1956    | Tom veu un anunci que es busca un gat intel·ligent com a company de viatge. Deixa la seva casa per a la nova feina, només per trobar una casa esgarrifosa ocupada per una bruixa, que vol que un gat per fer passejades amb escombra. | El primer curt en que es vau la cara de Joan. Produït en CinemaScope. |
| 99   | 314       | The Egg and Jerry    | 23 març 1956     | Una mare picot marxa a dinar deixant el seu ou enrere, però l'ou acaba a la casa d'en Jerry i eclosiona. La cria de picot creu que Jerry és la seva mare i el salva de Tom.                                                           | Produït en CinemaScope. CinemaScope remake de Hatch Up Your Troubles i primera de les tres noves versions en CinemaScope.                                                  |
| 100  | 303       | Busy Buddies         | 4 maig 1956      | Quan la mainadera Jeannie està massa ocupada al telèfon per cuidar el nadó que s'escapa constantment, en Tom i en Jerry col·laboren per assegurar-se que el nadó no es faci mal.                                                      | Primera aparició de Jeannie i el bebé. Produït en CinemaScope. |
| 101  | 304       | Muscle Beach Tom     | 7 setembre 1956  | Tom arriva a la platja amb un gat femella per passar una bona estona. Però en canvi, es dedica a competir amb Butch aixecant peses per impressionar-la.                                                                               | Produït en CinemaScope. |
| 102  | 305       | Down Beat Bear       | 21 octubre 1956  | Un ós ballarí s'escapa del zoològic i arriba a casa de Tom i Jerry, així que Jerry segueix tocant música per fer-lo ballar amb Tom i evitar que Tom truqui per obtenir la recompensa.                                                 | Produït en CinemaScope. |
| 103  | 306       | Blue Cat Blues       | 16 novembre 1956 | Jerry, narrant, explica la tràgica història d'amor que va provocar la depressió de Tom. | Considerat infame per les seves representacions d'alcoholisme i suïcidi. Aquesta es va confrondre com l'última pel·lícula de Tom i Jerry, però la sèrie no va acabar aquí. |
| 104  | 307       | Barbecue Brawl       | 14 desembre 1956 | Spike ensenya al seu fill Tyke com fer una barbacoa, però han de fer front a interrupcions constants. | Produït en CinemaScope i Perspecta Stereo. |

### 1957
| Núm. | Prod. Núm. | Títol              | Data                  | Resum | Notes |
| ---- | ---------- | ------------------ | --------------------- | --- | --- |
| 105  | 318        | Tops with Pops     | 22 de febrer de 1957  | Jerry s'amaga amb Spike i Tyke, de manera que en Tom es ficarà en problemes si intenta atrapar-lo. | Produït a CinemaScope i Perspecta Stereo. Versió de remake de CinemaScope de Love That Pup i el segon dels tres remakes de Cinemascope. |
| 106  | 308        | Timid Tabby        | 19 d'abril de 1957    | El cosí de Tom, George, ve de visita i té por dels ratolins. | Produït a CinemaScope i Perspecta Stereo.                                                                                               |
| 107  | 321        | Feedin' the Kiddie | 7 de juny de 1957     | Jerry i Tuffy sopen amb llaminadures d'Acció de Gràcies fins que en Tom intenta aturar-los. | Produït a CinemaScope i Perspecta Stereo. Remake de The Little Orphan amb Nibbles anomenat Tuffy i és el nebot de Jerry.                |
| 108  | 310        | Mucho Mouse        | 6 de setembre de 1957 | Tom és un campió del món de captura de ratolins i arriba a Espanya per atrapar en Jerry, conegut com El Magnifico, però falla miserablement. | Produït a CinemaScope i Perspecta Stereo.                                                                                               |
| 109  | 311        | Tom's Photo Finish | 1 de novembre de 1957 | Quan Tom es menja el pollastre del seu amo i incrimina en Spike, en Jerry fa una foto per exposar-lo, repartint còpies per la casa perquè les vegin els seus amos. Tom adopta mesures extremes per destruir o amagar les fotos als seus propietaris, però finalment falla. | Produït a CinemaScope i Perspecta Stereo.                                                                                               |

### 1958
| Núm. | Prod. Núm. | Títol              | Data               | Resum | Notes                                     |
| ---- | ---------- | ------------------ | ------------------ | --- | ----------------------------------------- |
| 110  | 309        | Happy Go Ducky     | 3 de gener de 1958 | El conillet de Pasqua deixa un ou de Pasqua per a Tom i Jerry, que eclosiona en Quacker que els molesta completament.                                   | Produït a CinemaScope i Perspecta Stereo. |
| 111  | 317        | Royal Cat Nap      | 7 de març de 1958  | El guàrdia reial Tom s'ha de desfer dels ratolins Jerry i Tuffy sense despertar el rei de la migdiada.                                                  | Produït a CinemaScope i Perspecta Stereo. |
| 112  | 325        | The Vanishing Duck | 2 de maig de 1958  | En una trama que recorda a The Invisible Mouse de 1947, Jerry i Quacker es fan invisibles utilitzant la crema que fa desaparèixer i fan bromes a Tom.   | Produït a CinemaScope i Perspecta Stereo. |
| 113  | 329        | Robin Hoodwinked   | 6 de juny de 1958  | Després que Robin Hood quedi tancat, Jerry i Tuffy intenten salvar-lo, però primer han de superar en Tom.                                               | Produït a CinemaScope i Perspecta Stereo. |
| 114  | 330        | Tot Watchers       | 1 d'agost de 1958  | A causa de la negligència de la mainadera Jeanine, en Tom i en Jerry han de tornar a evitar que el nadó no es faci mal cada vegada que es queda lliure. | Produït a CinemaScope i Perspecta Stereo. |

## 1961–62: dibuixos animats de Gene Deitch/Rembrandt Films
Els tretze dibuixos animats següents van ser dirigits per Gene Deitch, produïts per William L. Snyder i animats a la Rembrandt Films de Snyder a Praga, llavors Txecoslovàquia, ara a la República Txeca. Tots els dibuixos animats van ser estrenats als cinemes per Metro-Goldwyn-Mayer.

### 1961
| Núm. | Títol                | Data            | Resum | Notes |
| ---- | -------------------- | --------------- | ----- | ----- |
| 115  | Switchin' Kitten     | 7 setembre 1961 |       |       |
| 116  | Down and Outing      | 26 octubre 1961 |       |       |
| 117  | It's Greek to Me-ow! | 7 desembre 1961 |       |       |

### 1962
| Núm. | Títol                         | Data                   | Notes |
| ---- | ----------------------------- | ---------------------- | ----- |
| 118  | High Steaks                   | 23 de març de 1962     |       |
| 119  | Mouse into Space              | 13 d'abril de 1962     |       |
| 120  | Landing Stripling             | 18 de maig de 1962     |       |
| 121  | Calypso Cat                   | 21 de juny de 1962     |       |
| 122  | Dicky Moe                     | 20 de juliol de 1962   |       |
| 123  | The Tom and Jerry Cartoon Kit | 10 d'agost de 1962     |       |
| 124  | Tall in the Trap              | 14 de setembre de 1962 |       |
| 125  | Sorry Safari                  | 12 d'octubre de 1962   |       |
| 126  | Buddies Thicker Than Water    | 1 de novembre de 1962  |       |
| 127  | Carmen Get It!                | 21 de desembre de 1962 |       |

## 1963–67: dibuixos animats de Chuck Jones/Sib Tower
Els següents trenta-quatre dibuixos animats van ser produïts per Chuck Jones a Hollywood, Califòrnia. Els dibuixos animats anteriors es van produir conjuntament amb "Sib Tower 12 Productions" de Walter Bien (un o l'altre acreditat a les produccions de 1963 i 1964), fins que es va integrar en un nou departament d'animació anomenat MGM Animation/Visual Arts. S'enumeren els directors (en el cas que no sigui Jones) o codirectors de cada curt. Tots els dibuixos animats van ser estrenats als cinemes per Metro-Goldwyn-Mayer. Tots els curts de Chuck Jones de Tom i Jerry estaven en Metrocolor.
Tots es van publicar en DVD el 2009 com a part de Tom and Jerry: The Chuck Jones Collection.

### 1963
| Núm. | Títol            | Data                 | Notes |
| ---- | ---------------- | -------------------- | ----- |
| 128  | Pent-House Mouse | 27 de juliol de 1963 |       |

### 1964
| Núm. | Títol                             | Data                  | Notes |
| ---- | --------------------------------- | --------------------- | ----- |
| 129  | The Cat Above and the Mouse Below | 25 de febrer de 1964  |       |
| 130  | Is There a Doctor in the Mouse?   | 24 de març de 1964    |       |
| 131  | Much Ado About Mousing            | 14 d'abril de 1964    |       |
| 132  | Snowbody Loves Me                 | 12 de maig de 1964    |       |
| 133  | The Unshrinkable Jerry Mouse      | 8 de desembre de 1964 |       |

### 1965
| Núm. | Títol                         | Data                   | Notes                    |
| ---- | ----------------------------- | ---------------------- | ------------------------ |
| 134  | Ah, Sweet Mouse-Story of Life | 20 de gener de 1965    |                          |
| 135  | Tom-ic Energy                 | 27 de gener de 1965    |                          |
| 136  | Bad Day at Cat Rock           | 10 de febrer de 1965   |                          |
| 137  | The Brothers Carry-Mouse-Off  | 3 de març de 1965      | Dirigida per Jim Pabian. |
| 138  | Haunted Mouse                 | 24 de març de 1965     |                          |
| 139  | I'm Just Wild About Jerry     | 7 d'abril de 1965      |                          |
| 140  | Of Feline Bondage             | 19 de maig de 1965     |                          |
| 141  | The Year of the Mouse         | 9 de juny de 1965      |                          |
| 142  | The Cat's Me-Ouch!            | 22 de desembre de 1965 |                          |

### 1966
| Núm. | Títol                        | Data                  | Notes |
| ---- | ---------------------------- | --------------------- | --- |
| 143  | Duel Personality             | 20 de gener de 1966   | |
| 144  | Jerry, Jerry, Quite Contrary | 17 de febrer de 1966  | |
| 145  | Jerry-Go-Round               | 3 de març de 1966     | Dirigida per Abe Levitow. |
| 146  | Love Me, Love My Mouse       | 28 d'abril de 1966    | Dirigida per Chuck Jones i Ben Washam . Última aparició de Toodles. |
| 147  | Puss 'n' Boats               | 5 de maig de 1966     | Dirigida per Abe Levitow. |
| 148  | Filet Meow                   | 30 de juny de 1966    | Dirigida per Abe Levitow. |
| 149  | Matinee Mouse                | 14 de juliol de 1966  | Direcció acreditada a William Hanna i Joseph Barbera, amb història i supervisió de Tom Ray. Recopilació curta; conté imatges de The Flying Cat, Professor Tom, The Missing Mouse, Jerry and the Lion, Love That Pup, The Flying Sorceress, Jerry's Diary i The Truce Hurts. Tom i Jerry es veuen a ells mateixos en un teatre. |
| 150  | The A-Tom-inable Snowman     | 4 d'agost de 1966     | Dirigida per Abe Levitow. |
| 151  | Catty-Cornered               | 8 de setembre de 1966 | Dirigida per Abe Levitow. |

### 1967
| Núm. | Títol                       | Data                  | Notes |
| ---- | --------------------------- | --------------------- | --- |
| 152  | Cat and Dupli-cat           | 20 de gener de 1967   | |
| 153  | O-Solar-Miau                | 24 de febrer de 1967  | Dirigida per Abe Levitow. |
| 154  | Guided Mouse-ille           | 10 de març de 1967    | Dirigida per Abe Levitow. Continua a O-Solar-Meow. |
| 155  | Rock 'n' Rodent             | 7 d'abril de 1967     | Dirigida per Abe Levitow. |
| 156  | Cannery Rodent              | 14 d'abril de 1967    | |
| 157  | The Mouse from H.U.N.G.E.R. | 21 d'abril de 1967    | Dirigida per Abe Levitow. |
| 158  | Surf-Bored Cat              | 5 de maig de 1967     | Dirigida per Abe Levitow. |
| 159  | Shutter Bugged Cat          | 23 de juny de 1967    | Direcció acreditada a William Hanna i Joseph Barbera, amb història i supervisió de Tom Ray. Recopilació curta; Conté parts de Part Time Pal, The Yankee Doodle Mouse, Nit-Witty Kitty, Johann Mouse, Heavenly Puss i Designs on Jerry. |
| 160  | Advance and Be Mechanized   | 25 d'agost de 1967    | Dirigida per Ben Washam. Continua a O-Solar-Meow . |
| 161  | Purr-Chance to Dream        | 8 de setembre de 1967 | Dirigida per Ben Washam. Continua a The Cat's Me-Ouch . |

## 2001-present: dibuixos animats de Warner Bros

### 2001: dibuixos animats de Hanna-Barbera Productions/Turner Entertainment
| Núm. | Títol           | Data              | Notes                                                                                    |
| ---- | --------------- | ----------------- | ---------------------------------------------------------------------------------------- |
| 162  | The Mansion Cat | 8 d'abril de 2001 | Curt només per a la televisió. Dirigit per Karl Toerge. Conté parts de Muscle Beach Tom. |

### 2005, 2014, 2021: dibuixos animats de Warner Bros
| Núm. | Títol                    | Data                   | Resum | Notes                                       |
| ---- | ------------------------ | ---------------------- | --- | ------------------------------------------- |
| 163  | La Karate Guard          | 27 de setembre de 2005 | Spike salva en Jerry de Tom. | Dirigida per Joseph Barbera i Spike Brandt. |
| 164  | A Fundraising Adventure  | 14 de novembre de 2014 | Pudsey havia demanat a Tom i Jerry que recaptessin diners per a Children in Need de la BBC. | Especial per a Children in Need             |
| 165  | On A Roll                | 20 de febrer de 2021   | Al Japó, el xef de sushi local amb el seu gat Tom nota un ratolí conegut com a Jerry que corre pel restaurant del xef. Per tal d'aconseguir la reserva del xef, en Tom decideix atrapar el ratolí que roba sushi. | Dirigida per Kenny Pittenger.               |
| 166  | The House That Cat Built | 20 de febrer de 2021   | Després que el castell de gats extra-deluxe i extragran de Tom destrueix un retrat de "Hole Sweet Hole" a la casa d'en Jerry, Jerry envaeix el castell. Tom està decidit a treure Jerry del seu propi luxe.       | Dirigida per David Gemmill.                 |

## Sèries derivades i altres aparicions
- The Alley Cat (pel·lícula de 1941, dibuixos animats de la MGM) amb Butch i Toodles
- War Dogs (pel·lícula de 1943, dibuixos animats de la MGM) amb cameo de Spike
- Lleveu àncores (pel·lícula de 1945) amb un cameo de Tom i Jerry
- Dangerous When Wet (pel·lícula de 1953) amb un cameo de Tom i Jerry
- The Three Little Pups (pel·lícula de 1953, dibuixos animats Droopy) amb cameo de Spike
- Spike and Tyke (sèrie de dibuixos animats de la MGM de 1957) amb Spike i Tyke
- Tom and Jerry: The Movie (pel·lícula de 1992)
- Tom & Jerry (llargmetratge de 2021)
- The Tom and Jerry Show (sèrie de televisió de 1975, 16 episodis)
- The Tom and Jerry Comedy Show (sèrie de televisió de 1980, 15 episodis)
- Tom &amp; Jerry Kids (sèrie de televisió de 1990, 65 episodis)
- Tom and Jerry Tales (sèrie de televisió del 2006, 26 episodis)
- The Tom and Jerry Show (sèrie de televisió del 2014, 71 episodis)
- Tom and Jerry in New York (sèrie de televisió del 2021)
- Tom and Jerry (sèrie de televisió del 2022)
- Tom and Jerry (sèrie de televisió del 2023)
- Tom i Jerry: L'anell màgic (pel·lícula de 2002)
- Tom and Jerry: Blast Off to Mars (pel·lícula de 2005)
- Tom i Jerry: Ràpids i peluts (pel·lícula de 2005)
- Tom and Jerry: Shiver Me Whiskers (pel·lícula de 2006)
- Tom and Jerry: A Nutcracker Tale (pel·lícula de 2007)
- Tom and Jerry Meet Sherlock Holmes (pel·lícula de 2010)
- Tom and Jerry and the Wizard of Oz (pel·lícula de 2011)
- Tom and Jerry: Robin Hood and His Merry Mouse (pel·lícula de 2012)
- Tom and Jerry's Giant Adventure (pel·lícula de 2013)
- Tom and Jerry: The Lost Dragon (pel·lícula de 2014)
- Tom and Jerry: Spy Quest (pel·lícula del 2015)
- Tom and Jerry: Back to Oz (pel·lícula del 2016)
- Tom and Jerry: Willy Wonka and the Chocolate Factory (pel·lícula del 2017)
- Tom and Jerry: Cowboy Up! (pel·lícula del 2022)
- Tom and Jerry: Snowman's Land (pel·lícula del 2022)